# Liljeborgia bousfieldi
Liljeborgia bousfieldi är en kräftdjursart som beskrevs av Harold Hall McKinney 1979. Liljeborgia bousfieldi ingår i släktet Liljeborgia och familjen Liljeborgiidae. Inga underarter finns listade i Catalogue of Life.